# Alessandro François
Alessandro François (Florence, 1796 - Florence, 1857) est un historien de l'art et un archéologue italien, célèbre par deux découvertes qui portent son nom : 
- Le Vase François,
- La Tombe François.

## Biographie
En 1825, Alessandro François  fut choisi pour diriger les fouilles de sites étrusques, à Cosa en 1828, puis à Cortone en 1843. 
Il travailla également à  Volterra, Fiesole, Vetulonia, Populonia, Chiusi et Vulci.  Ses découvertes commencent, en 1844 par des fragments à figure nere sur le site de Fonte Rotelle, près de  Chiusi au voisinage de plusieurs tombes. L'archéologue Arcangelo Michele Migliarini (1779-1865), l'encouragea et il continua et trouva cinq fragments supplémentaires en 1845 que Vincenzo Monni et Giovan Gualberto Franceschi reconstituèrent en un vase devenu vite célèbre (Vase François) acheté par le grand-duc de Toscane Leopold II, en  1846, pour les Offices. 
Avec l'épigraphe Adolphe Noël des Vergers (1805-1867) il créa sa propre société de fouilles archéologiques et ils découvrirent ensemble, en 1857, après s'être tournés vers le gouvernement français, une tombe étrusque entière du IVe siècle av. J.-C.  près de Vulci devenue depuis la Tombe François.